# Stenungsund (comune)

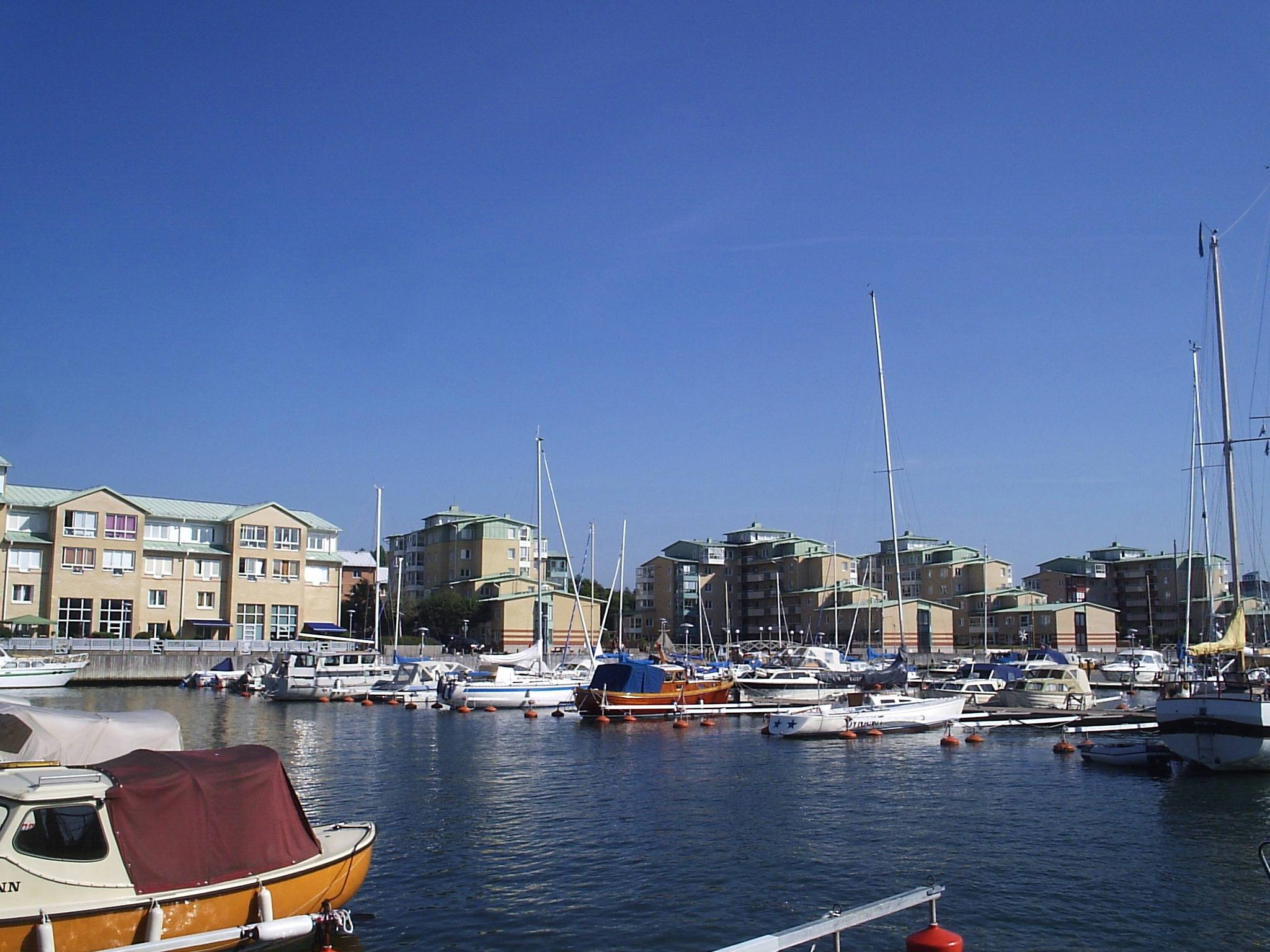
Il porto di Stenungsund

Stenungsund è un comune svedese di 24 236 abitanti, situato nella contea di Västra Götaland. Il suo capoluogo è la cittadina omonima.

## Località
Nel territorio comunale sono comprese le seguenti aree urbane (tätort):
- Aröd och Timmervik (parte)
- Hallerna
- Jörlanda
- Ödsmål
- Starrkärr och Näs
- Stenungsund
- Stenungsön
- Stora Höga
- Strandnorum
- Svartehallen
- Svenshögen
- Ucklum